# Garage de la rue Novoryazanskaïa

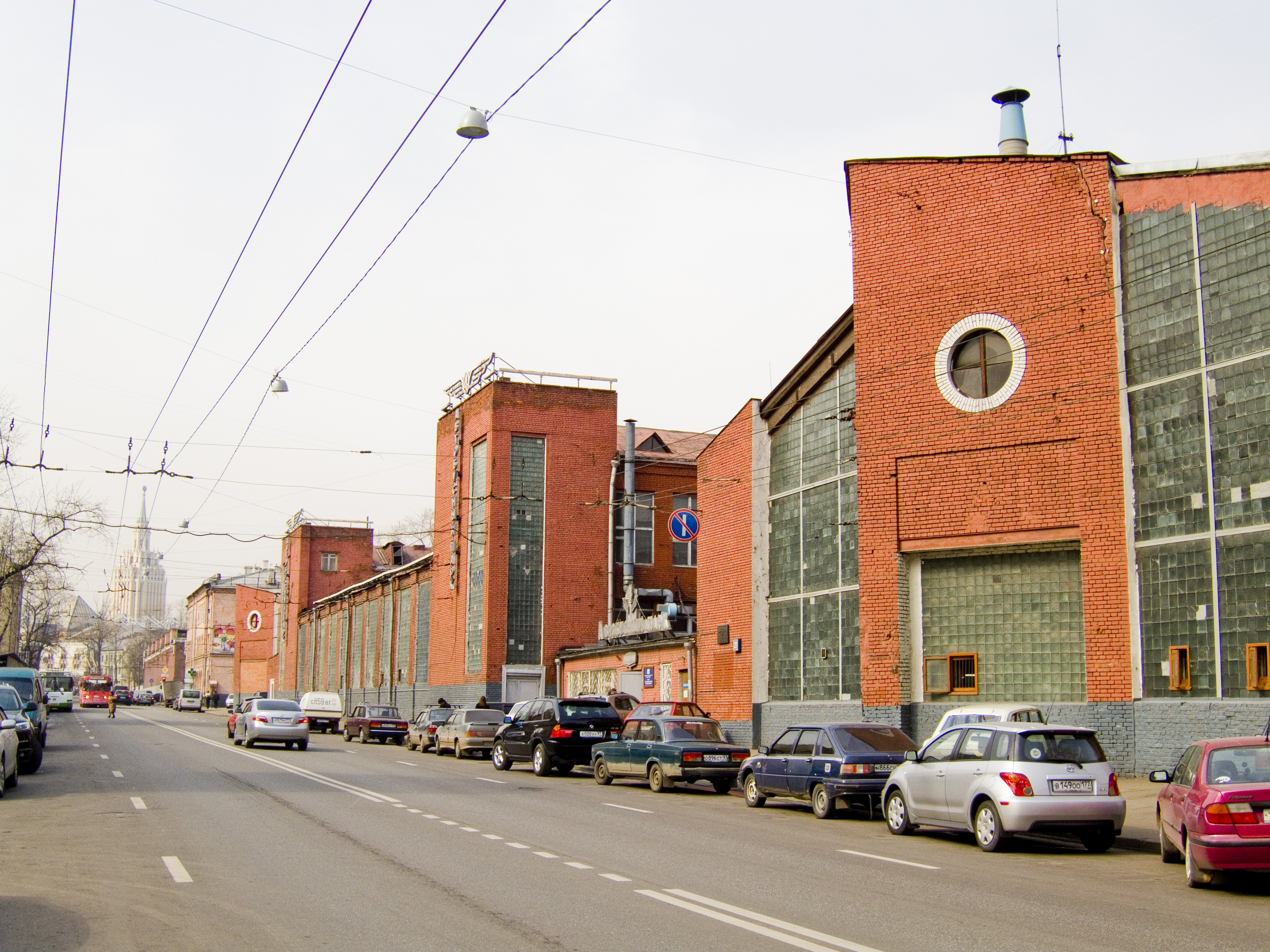
Au premier plan, façade de la branche ouest du garage en fer à cheval de Melnikov et Choukhov en 2008

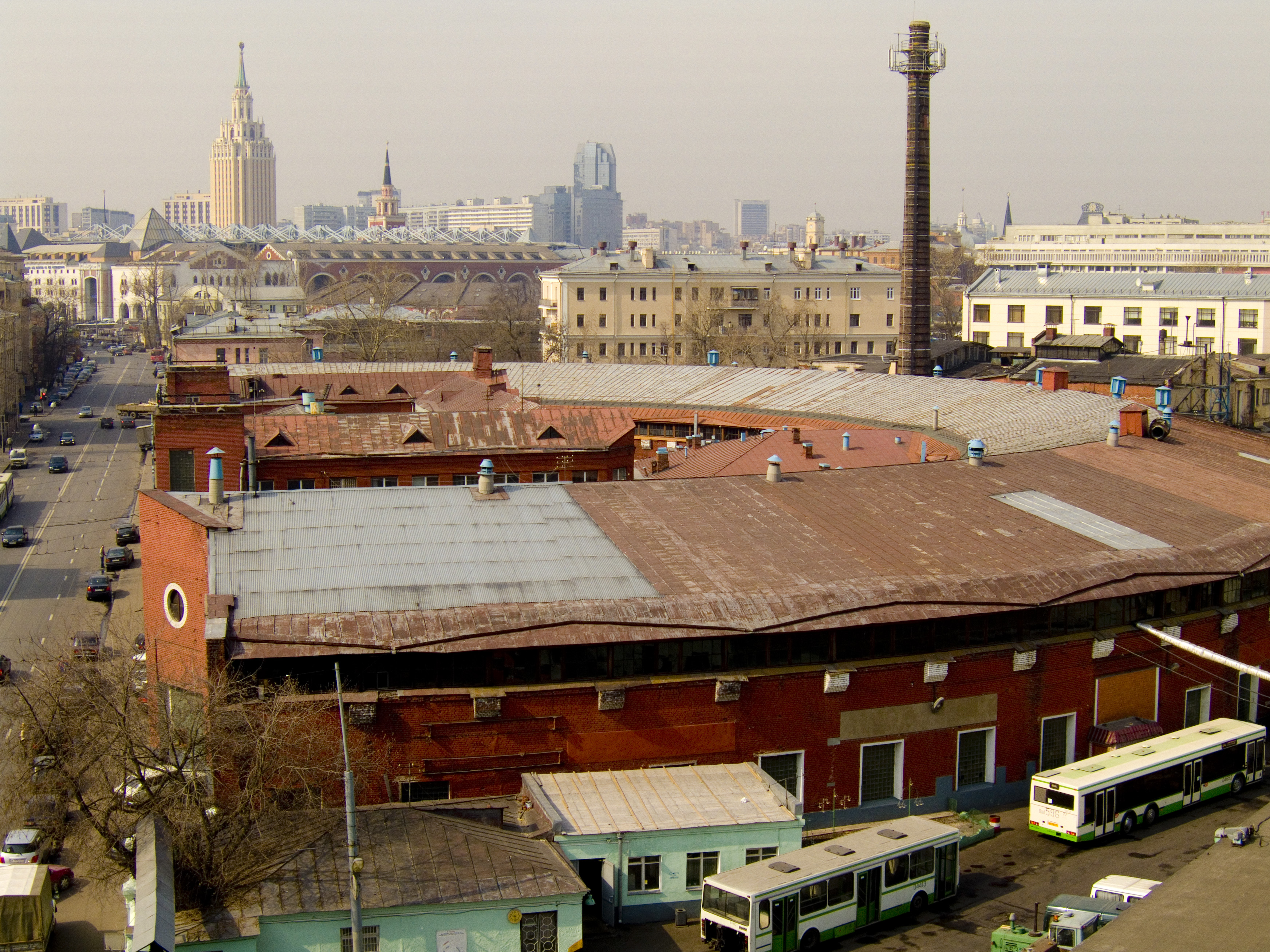
Vue du toit du garage en fer à cheval

Le garage de la rue Novoryanskaïa (parfois Novo-Ryanzanskaïa), connu comme le garage en fer à cheval, fut dessiné par Constantin Melnikov et Vladimir Choukhov (pour la partie ingénierie) en 1926 et achevé en 1929, 27, rue Novoryankaïa dans le quartier Krasnosselsky de Moscou en Russie, près de la gare de Kazansky.
Le bâtiment principal est un garage à camion ayant une forme semi-circulaire, avec un atelier de service et des bureaux dans un édicule autonome entre les branches du « fer à cheval ». Chacun des deux niveaux pouvait accueillir 110 camions ; contrairement au garage pour bus de Bakhmétevsky, ceux-ci se garaient de manière conventionnelle, utilisant la marche arrière. Chaque branche du fer à cheval avait une avancée en « V » sur laquelle se trouvait la porte d'entrée (ou de sortie) qui faisait alors un angle avec la rue afin d'améliorer — du moins l'espérait-on — les manœuvres d'entrée et de sortie sur cette étroite artère.
Ce garage est toujours de nos jours utilisé comme tel, et il héberge le parc des bus 4 de Moscou. Cependant, comme les bus actuels articulés sont plus longs que ceux de 1920, la disposition des places de parking ont changé par rapport aux plans parfaitement pensés de Melnikov.

## Photographies

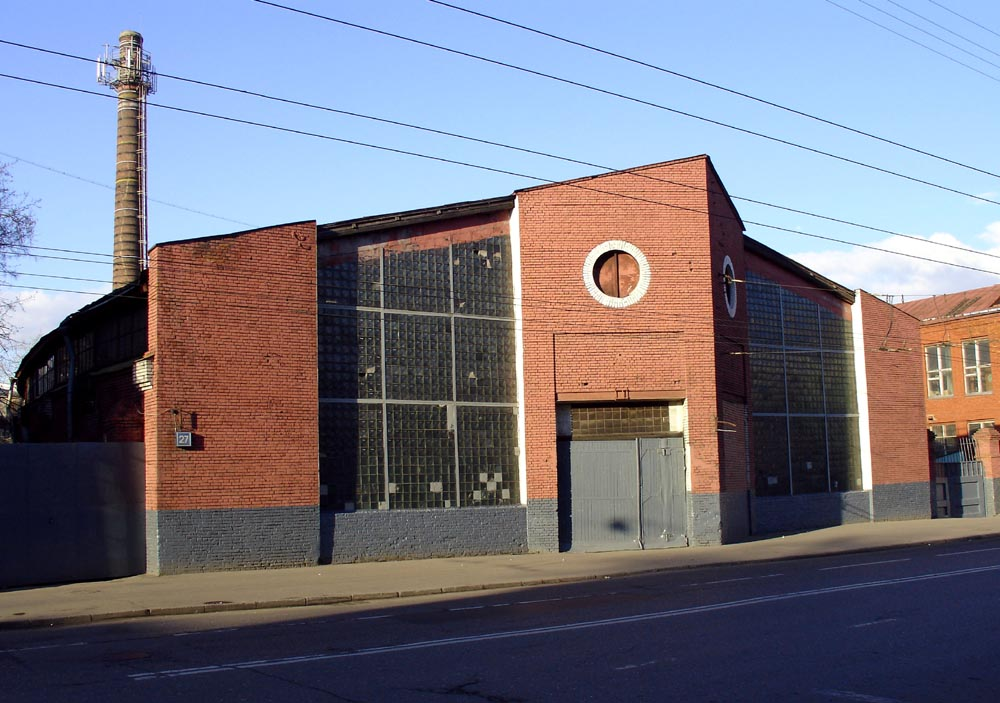
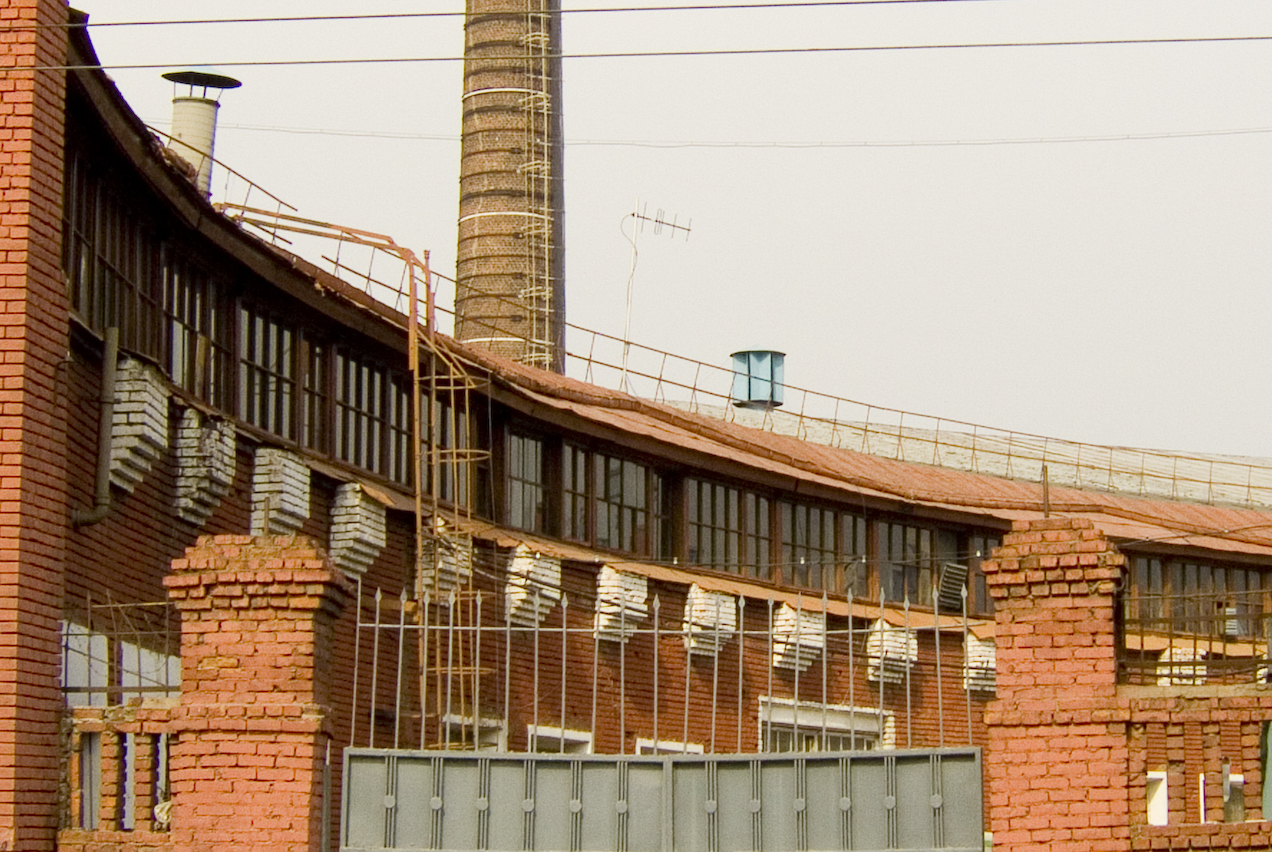
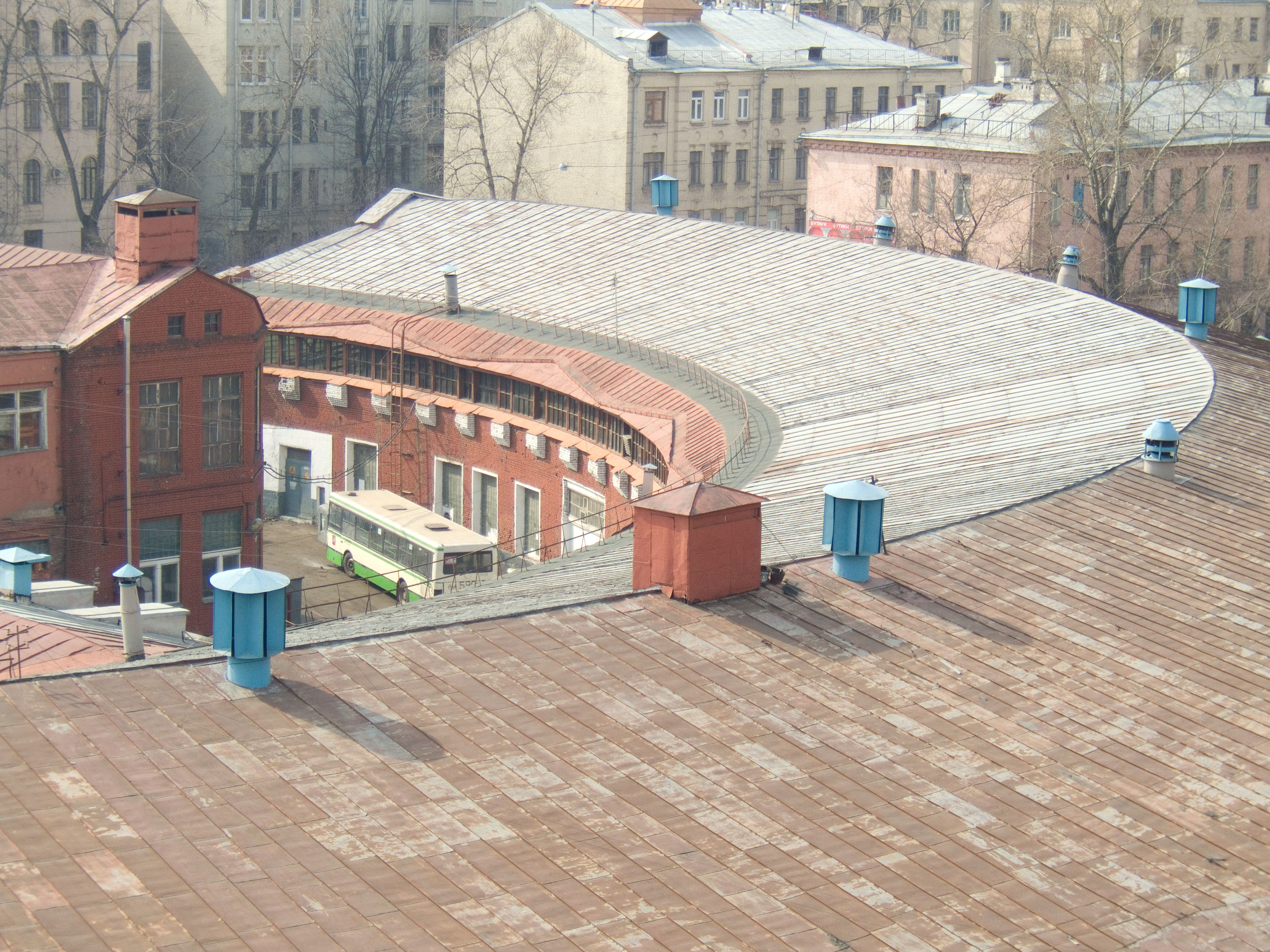
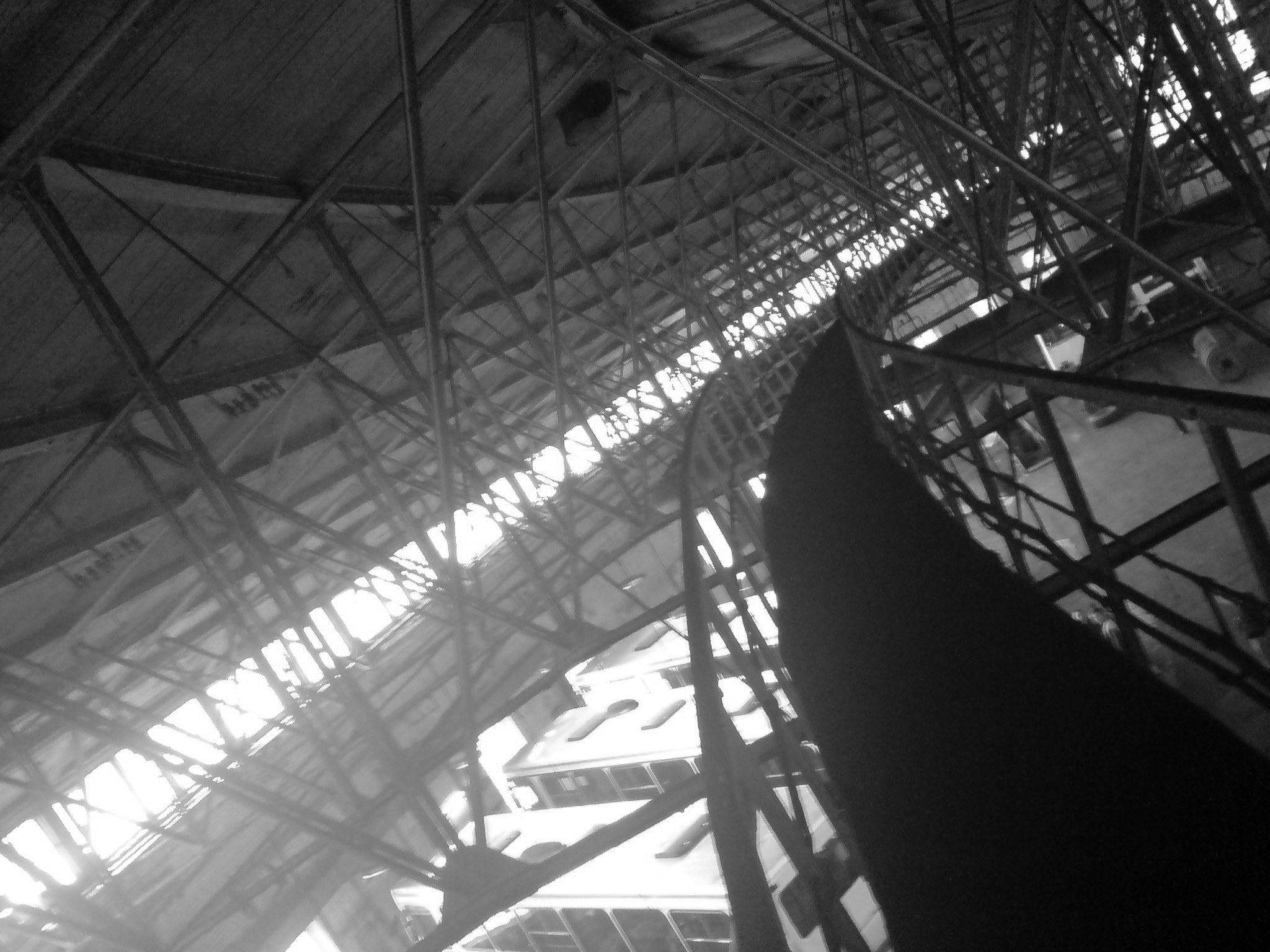

- (en) Cet article est partiellement ou en totalité issu de l’article de Wikipédia en anglais intitulé « Novo-Ryazanskaya Street Garage » (voir la liste des auteurs).